# Любенцин
Любенцин (пол. Lubięcin, нім. Liebenzig) — село в Польщі, у гміні Нова Суль Новосольського повіту Любуського воєводства.
Населення — 802 особи (2011).
У 1975-1998 роках село належало до Зеленогурського воєводства.

## Демографія
Демографічна структура станом на 31 березня 2011 року:
|          | Загалом | Допрацездатний вік | Працездатний вік | Постпрацездатний вік |
| -------- | ------- | ------------------ | ---------------- | -------------------- |
| Чоловіки | 388     | 83                 | 276              | 29                   |
| Жінки    | 414     | 91                 | 244              | 79                   |
| Разом    | 802     | 174                | 520              | 108                  |